# كولن ماسون
كولن ماسون (بالإنجليزية: Colin Mason)‏ هو صحفي وكاتب وسياسي نيوزلندي وأسترالي، ولد في 28 أكتوبر 1926 في أوكلاند في نيوزيلندا. حزبياً، نشط في الديمقراطيون الأستراليون. وقد انتخب عضو مجلس الشيوخ الأسترالي ‏ عن دائرة نيوساوث ويلز ‏ (1 يوليو 1978 – 5 يونيو 1987).